# Endecaporus howelli
Endecaporus howelli är en mångfotingart som först beskrevs av Hoffman 1983.  Endecaporus howelli ingår i släktet Endecaporus och familjen Gomphodesmidae. Inga underarter finns listade i Catalogue of Life.